# Ladenbergia graciliflora
Ladenbergia graciliflora är en måreväxtart som beskrevs av Karl Moritz Schumann. Ladenbergia graciliflora ingår i släktet Ladenbergia och familjen måreväxter. Inga underarter finns listade i Catalogue of Life.